# Arsinspor
Arsinspor ist ein türkischer Fußballverein aus Arsin, Trabzon.

## Geschichte
Der Verein wurde 1973 von Nihat Gürsoy gegründet, der zugleich auch der erste Präsident des Vereins wurde. 1995 wurde İbrahim Usta Präsident des Vereins. Mit İbrahim Usta als Präsident stieg der Verein 1995/96 auf dem ersten Platz, ohne Niederlage in die 1. Amateurliga auf. In den folgenden 3 Saisons stieg der Verein bis in die TFF 3. Lig auf. Nach dem Aufstieg in die TFF 3. Lig trat İbrahim Usta von seinem Amt als Präsident zurück, wonach der Verein nach einer Saison wieder in die 1. Amateurliga abstieg. Nach dem Abstieg des Vereins wurde Ibrahim Usta erneut Präsident des Vereins und die Mannschaft stieg wieder in die TFF 3. Lig auf. Nach nur einer Saison trat İbrahim Usta wieder zurück, wonach Yakup Usta das Amt des Präsidenten des Vereins übernahm und ihn in der Saison 2005/06 zum Aufstieg in die TFF 2. Lig führte. Nach 4 Saisons in der TFF 2. Lig unter der Führung von Fikret Ataoğlu stieg der Verein wieder in die TFF 3. Lig ab.
In der Saison 2015/16 verfehlte der Verein den Klassenerhalt in der TFF 3. Lig und stieg in die Amateurliga ab.

## Ligazugehörigkeit
- TFF 2. Lig: 2000–2001, 2006–2011
- TFF 3. Lig: 2004–2006, 2011–2016
- Bölgesel Amatör Lig: bis 2000, seit 2016

## Bekannte ehemalige Spieler
- Mustafa Yumlu

## Trainer (Auswahl)
- Mustafa Reşit Akçay
- Hamdi Zıvalıoğlu

## Präsidenten
- Nihat Gürsoy (1973)
- Necdet Birinci
- Harun Çelik
- İbrahim Usta (1995–1996)
- Gencay Çakıcı
- Suat Sarıalioğlu
- İbrahim Usta (2004–2005)
- Yakup Usta (2005–2006)
- Fikret Aataoğglu
- Paşa Koç
- Mustafa Keleş
- Cengiz Ösüz
- Gökhan Gürsoy (2014–)[1]
- Yaşar Küçük[2]